# Conspiración del duque de Medina Sidonia

División política de la actual Andalucía en reinos dentro de la Corona de Castilla y la Monarquía Hispánica del Antiguo Régimen.

La conspiración del duque de Medina Sidonia es la denominación historiográfica de una conspiración que tuvo lugar en Andalucía en 1641. Se sitúa el contexto de la denominada crisis de 1640, la coyuntura política más crítica del reinado de Felipe IV de España, simultánea a la revuelta de los catalanes y la independencia de Portugal, con la que está muy vinculada. Fue protagonizada por el IX duque de Medina Sidonia y el V marqués de Ayamonte. Se le han atribuido muy diversas motivaciones, entre las que está la posibilidad de entenderla como una simple conjura nobiliaria de carácter estamental o particularista, o como un intento secesionista o independentista, siguiendo el ejemplo catalán o el portugués, por el que se pretendía sublevar Andalucía contra el rey para instaurar en ella una monarquía en la persona del citado duque. Los planes de ambos nobles quedaron al descubierto en verano de ese año, por lo que el intento fue abortado. Se trata de un episodio histórico oscuro cuya veracidad genera controversia.

## Los conspiradores

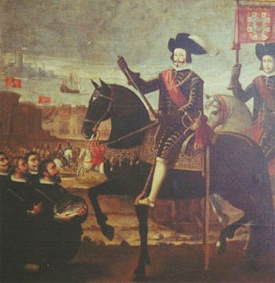
El IX duque de Medina Sidonia en la jornada del Algarve, en Palacio de los duques de Medina Sidonia de Sanlúcar de Barrameda.

Los nobles acusados de conspirar contra el rey Felipe IV fueron el duque de Medina Sidonia y el marqués de Ayamonte. 

### Gaspar Alonso Pérez de Guzmán y Sandoval
Gaspar Pérez de Guzmán y Sandoval, IX duque de Medina Sidonia, era el jefe de la casa de Medina Sidonia, depositaria del ducado más antiguo de la nobleza de la Corona castellana, poseedora de vastos señoríos en el reino de Sevilla y pequeños en el de Granada, la mayor fortuna de Andalucía y una de las mayores del Reino de España. A la muerte de su padre en 1636, Gaspar se convirtió en duque de Medina Sidonia a los treinta y tres años y estando casado con su tía Ana de Guzmán. Al asumir la jefatura de la casa, Gaspar pasó a ocupar la Capitanía General de la Mar Océana y Costas de Andalucía, lo que le convertía en el responsable militar de un amplio espacio geográfico que iba desde la desembocadura del Guadiana hasta el estrecho de Gibraltar. Su hermana Luisa de Guzmán, nacida en Huelva, había contraído matrimonio con el duque de Braganza en 1632.
Pese a la inmensa fortuna familiar, las finanzas de la casa pasaban por hondas dificultades, pues sobre ellas pesaban numerosas hipotecas. A esto se unía el gran lujo con que el anterior duque había agasajado a Felipe IV en Huelva y en el coto de Doñana durante la visita que el monarca realizó al reino de Sevilla en 1624 y el elevado tren de vida llevado por Gaspar Alonso en la corte de Madrid en vida de su padre.

### Francisco Manuel Silvestre de Guzmán y Zúñiga
Francisco Manuel Silvestre de Guzmán y Zúñiga, V marqués de Ayamonte, era cabeza de la Casa de Ayamonte, una de las ramas menores de la casa de Medina Sidonia. Nacido en 1606, era el titular de un señorío pobre en comparación con los de "su primo". Su prodigalidad le llevó a tal grado de endeudamiento, que la administración de sus rentas fue asumida por el Consejo de Castilla en 1636.
Ambos nobles estaban emparentados con el Conde-duque de Olivares, valido de Felipe IV.

## La rebelión portuguesa y los Guzmanes

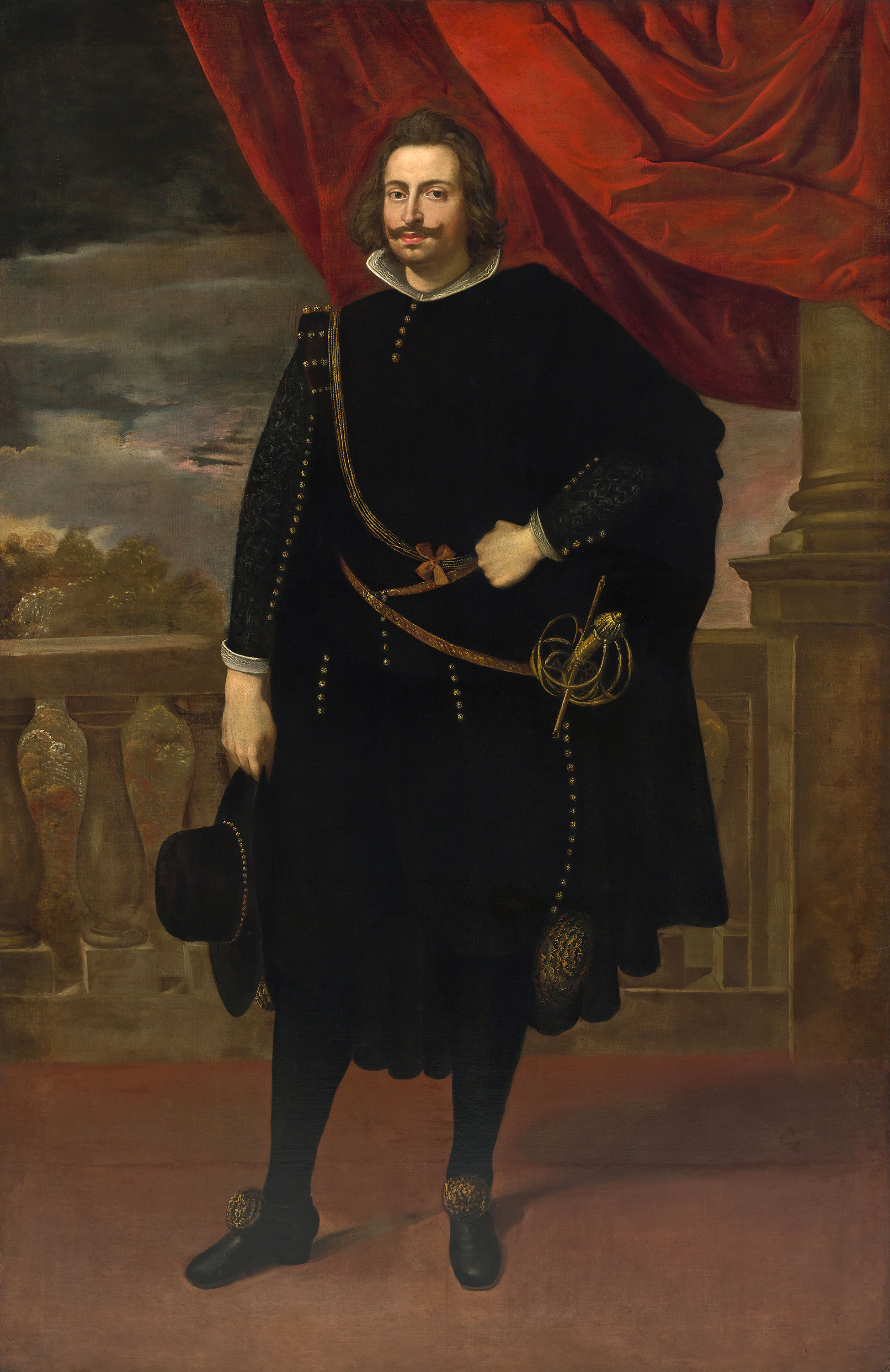
Retrato de Juan IV de Portugal.

La conspiración independentista de Andalucía estuvo íntimamente unida a la Sublevación de Portugal, ya que al parecer se apoyaron la una en la otra: la conspiración de Portugal fue en diciembre de 1640 y la andaluza se descubrió en verano de 1641. Se dice que el marqués de Ayamonte avisó a Juan de Braganza, de la operación que España tramaba para recuperar Portugal y que, a su vez, el rey portugués prestó todo su apoyo a Medina Sidonia y Ayamonte para conspirar contra el rey de España, aunque especialmente contra el Conde-Duque de Olivares, ya que su ejército estaba destrozado y contaba con pocos medios.
La primera sublevación de Portugal comenzó en agosto de 1637. Las operaciones de pacificación del Algarve le fueron encomendadas al IX duque de Medina Sidonia, en el ejercicio de sus funciones como Capitán General del Ejército de Andalucía, campaña en la que también participó el VI marqués de Ayamonte. La sublevación fue inmediatamente sofocada por Margarita de Saboya, virreina de Portugal.
En 1640 la sublevación en Portugal rebrotó. En esta ocasión, los nobles portugueses que combatieron contra el primer intento secesionista mataron a Miguel de Vasconcelos, apresaron a la virreina y coronaron al duque de Braganza en Évora como Juan IV de Portugal, iniciándose con él la Casa real de Braganza. 
El 1 de diciembre de 1640, Felipe IV y el Conde-duque empezaron a preparar la reconquista de Portugal desde la Raya. Para ello encomendaron al duque de Medina Sidonia la capitanía general de un ejército que debería atacar a los rebeldes. Con tal propósito el duque se trasladó a Ayamonte, donde instaló su cuartel general y dio órdenes para que se concentrase un ejército de diez mil hombres, procedentes de diferentes puntos de Andalucía. Sin embargo dicha concentración se realizó con lentitud desesperante y el duque rechazó las tropas enviadas por el asistente de Sevilla García Sarmiento de Sotomayor, alegando que en este ejército faltan diversas cosas para formarse que se han de proveer de Madrid y solo aceptó trescientos hombres para guarnecer la frontera.

## La conspiración

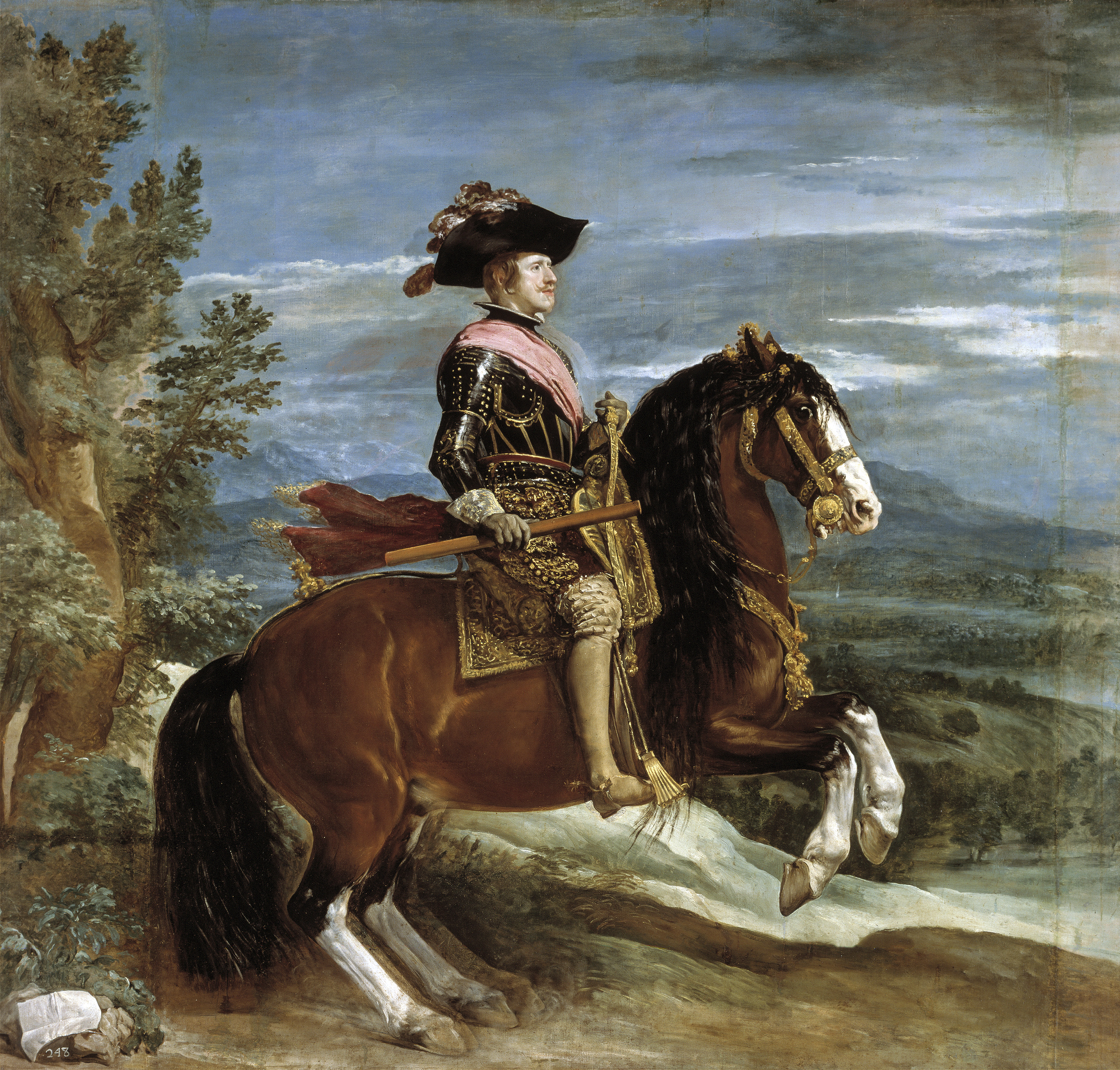
Felipe IV, retratado por Diego Velázquez.

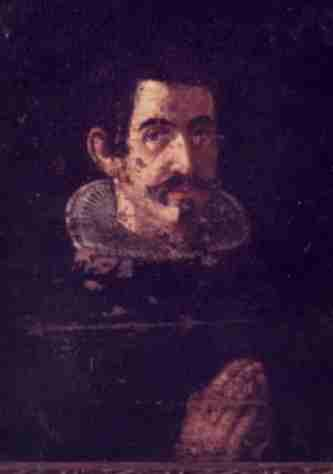
Francisco Antonio Silvestre de Guzmán y Sotomayor, V marqués de Ayamonte. Retrato atribuido a Francisco Pacheco (1564-1644). Colección particular.

Parece que en los planes de aquel duque no entraba atacar a los portugueses, pues habían convertido en reina a su hermana Luisa de Guzmán. Su aparente pasividad en la formación del ejército hizo que se comenzara a sospechar de su actitud, surgiendo rumores de que conspiraba contra el rey preparando un plan para sublevar Andalucía. Parece ser que la primera idea del levantamiento partió del marqués de Ayamonte, quien se relacionaba con el duque a través de una serie de contactos. En el presunto plan se contaba con el apoyo de Portugal y con la colaboración de las flotas de Francia y Holanda. 
Las sospechas que pesaban sobre los guzmanes hicieron que en el verano de 1641 un enviado especial de Madrid, Antonio de Isasi, interceptara en la frontera una carta remitida por Ayamonte a Medina Sidonia, en la que quedaba al descubierto la trama de la conspiración y que Isasi envió a Madrid. Asimismo llegaron a la corte graves informaciones sobre la supuesta conjura de los nobles andaluces, facilitadas por Fray Nicolás de Velasco, Fray Luis de las Llagas y Francisco Sánchez Márquez, presidente de la Contaduría Mayor de Cuentas, que estando preso en Portugal escuchó una conversación entre Fray Nicolás de Velasco (que se hacía pasar por preso para obtener información) y un albañil, que en palacio había oído comentar a dos criados del duque de Braganza que la armada se preparaba para conquistar Cádiz.
Ante estas acusaciones ambos guzmanes fueron llamados a la corte, pero el duque se excusó alegando razones de salud, en un intento de ganar tiempo, pues supuestamente estaba esperando noticias de Portugal acerca de la inminente presencia de una flota franco-holandesa que colaboraría con los conjurados y que sería el momento en que se iniciaría el levantamiento. Aprovechó los días que su excusa le proporcionaba para entrar en contacto con el duque de Arcos, su suegra la marquesa de Priego, así como con el obispo de Jaén y con el V marqués del Cenete, sondeando su posición ante un posible levantamiento general en Andalucía. Estos se negaron a participar en una empresa perdida de antemano. La falta de apoyo de la nobleza, la no llegada de la prometida flota franco-holandesa y la falta de apoyo de las clases populares (al parecer solo se contaba con el apoyo popular de Sevilla y Jerez), hicieron desistir al duque en sus propósitos. Además desde la corte se envió a Luis de Haro a Andalucía, para conocer hasta dónde llegaban las ramificaciones de la conjura y para llevar a cabo la detención de Medina Sidonia. En cuarenta horas viajó de Madrid a Córdoba, donde recibió a numerosos nobles y varios mensajes. Su impresión fue que los grandes estaban tranquilos, pero que había cierta inquietud entre la pequeña nobleza. Avisado Medina Sidonia de la llegada del emisario real y para evitar el escándalo de su prisión, el duque salió raudo para Madrid. Allí visitó al Conde-Duque ante quien supuestamente confesó la conspiración, al parecer engañado por la actitud de Olivares, que le hizo creer que usaría toda su influencia para defender la vida del duque y la honra de la casa de Guzmán, que también era su linaje.

## El castigo

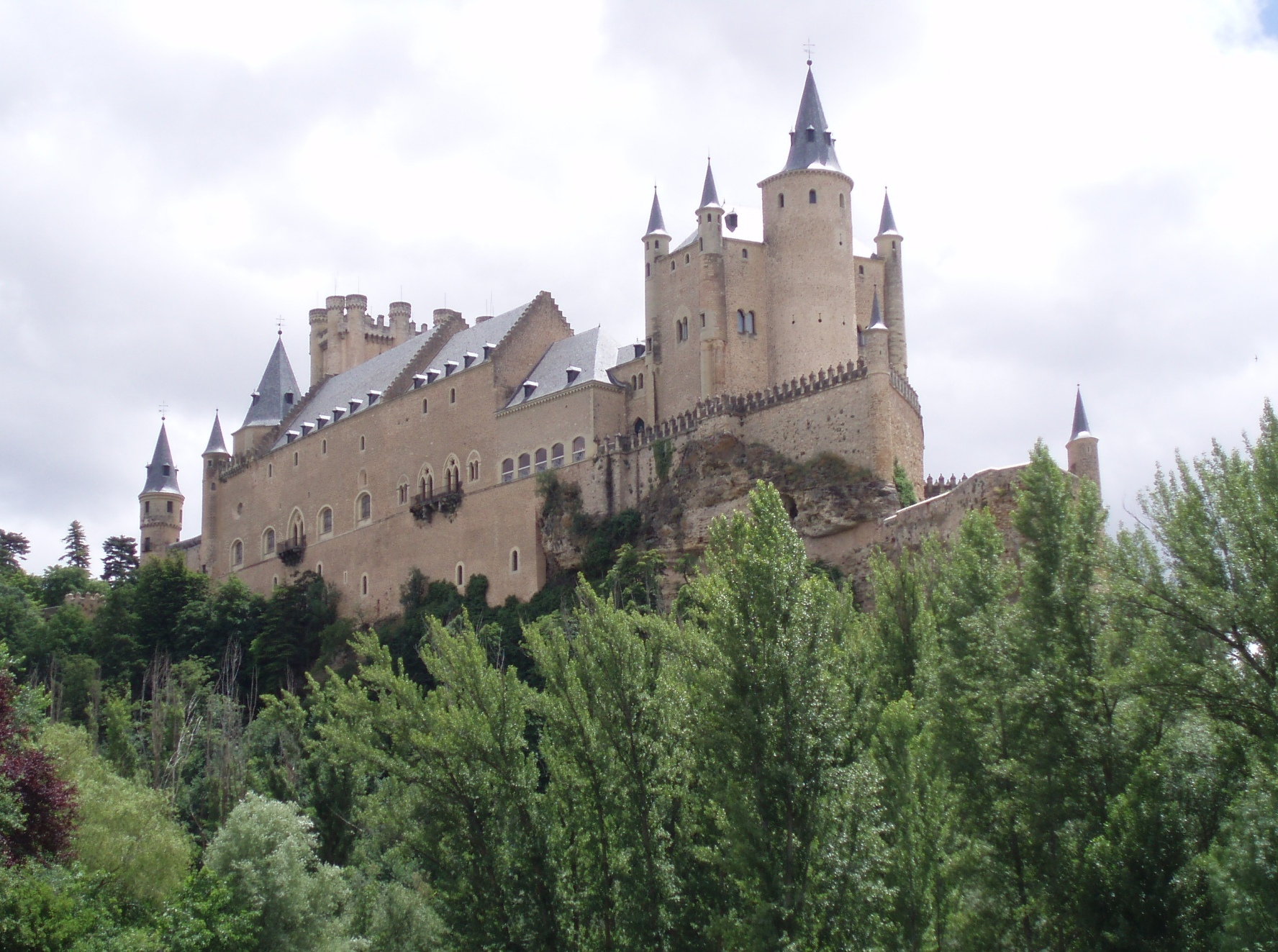
Alcázar de Segovia.

Tras esta entrevista, se produjo la confesión de culpabilidad de Medina Sidonia ante el rey, de la que recogió testimonio escrito el Notario Mayor del Reino. En ella culpó al marqués de Ayamonte de haberle inducido a aquella acción, a la vez que negaba su intención de proclamarse rey de Andalucía. Por su parte, se hizo prisionero al marqués de Ayamonte, al negarse a acudir a la corte por voluntad propia. Primero fue llevado al Real Alcázar de Sevilla y después a Illescas, donde fue interrogado el 6 de octubre de 1641. El 8 de junio de 1643 fue interrogado de nuevo en el castillo de Santorcaz, desde donde pasó a Pinto para ser llevado finalmente al Alcázar de Segovia, que ofrecía mayor control y seguridad. En los interrogatorios se declaró culpable pero cargó la mayor parte de la responsabilidad en el duque, a quien dijo haber advertido que no le permitiría proclamarse rey de Andalucía y que solo le apoyaría en la formación de una república andaluza. Tras un prolongado juicio fue condenado a la confiscación de sus bienes y a la pena de muerte. El duque de Medina Sidonia envió al Alcázar de Segovia 4.016 reales a través de Luis del Castillo, para que no le faltase de nada a "su primo" el marqués. 
Un dictamen recomendó al rey aplicar la confiscación de bienes y conmutar la pena capital por la de cadena perpetua. Felipe IV se mostró conforme, pero al descubrirse en 1648 la conspiración del duque de Híjar en Aragón, se aplicó estrictamente la sentencia, al creer Luis de Haro que se podía reproducir la conspiración esta vez en Aragón. La ejecución se llevó a cabo en el Alcázar de Segovia el día 12 de diciembre de 1648, degollando como traidor al marqués de Ayamonte, convirtiéndose dicha ejecución en un espectáculo ejemplarizante. 
Con la finalidad de lavar su imagen, Medina Sidonia tuvo la estrafalaria idea de retar a duelo al rey de Portugal. Le convocó a comparecer en la frontera portuguesa, cerca de Valencia de Alcántara. Hasta allí se desplazó el duque y su séquito, que esperó inútilmente ochenta días la comparecencia del rey, entre el 1 de octubre y el 19 de diciembre de 1641. 
El rey perdonó la vida al duque de Medina por su alto rango y fortuna pero no olvidó la traición. Tuvo que pagar una multa de doscientos mil ducados como "generoso donativo" al rey. Además fue desterrado de sus dominios andaluces y se le impidió ir a la corte. Cuando violó estas prohibiciones fue arrestado y encarcelado en el castillo de Coca. En 1645 se le privó del Señorío de Sanlúcar, que revirtió a la Corona, y de la Capitanía General del Mar Océano y Costas de Andalucía, que pasó al duque de Medinaceli, que era conde de El Puerto de Santa María. Su hijo natural Alonso Pérez de Guzmán y Marañón, lograría recobrar el nombre familiar al servicio del rey como marino, aunque siempre lejos de Andalucía, llegando a ser corregidor del Cuzco en el Perú, capitán general de las galeras de Cerdeña y posteriormente virrey de Valencia.

## Análisis de la conspiración

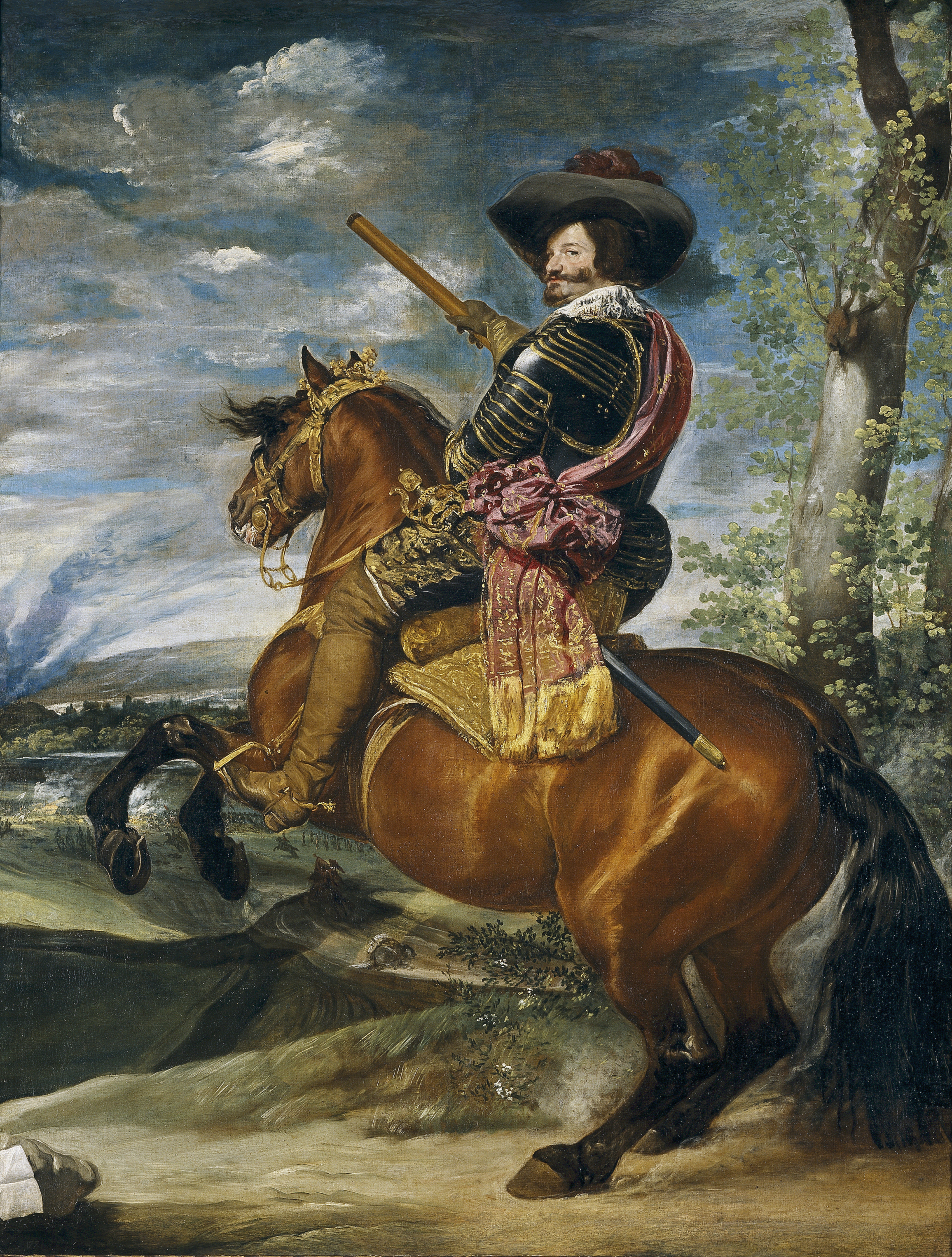
El conde-duque de Olivares, retratado de Diego de Velázquez.

Como la conspiración fue descubierta antes de que los conspiradores entraran en acción, se desconocen los verdaderos planes de los dos nobles andaluces. Por ello hay varias y diversas interpretaciones sobre los motivos de la conjura. 
La interpretación tradicional dice que la conspiración tan solo fue un conjura nobiliaria porque los guzmanes solo buscaban incrementar su poder. En cambio para otros se trató de un movimiento secesionista al estilo del protagonizado por portugueses y catalanes. En el término medio están quienes defienden que el duque y el marqués tan solo querían que se bajasen los impuestos, se arreglasen los problemas económicos y que "su primo" Olivares saliera del gobierno, para luego devolver al rey Andalucía ya saneada. Esta interpretación aboga más por un golpe de Estado, limitado a Andalucía, que por un intento independentista.
Lo cierto es que la debilidad de la monarquía era patente a la vista de todos. La independencia de Portugal, de los Países Bajos y la Sublevación de Cataluña, habían supuesto un enorme gasto militar que agudizaba la crisis económica. El rápido éxito de los rebeldes catalanes y portugueses, el descontento generalizado en todas las capas de la sociedad con la situación política y la promesa de ayuda exterior, debieron de influir en el ánimo de los conjurados. Pero Medina Sidonia y Ayamonte vivieron un espejismo. En Portugal y Cataluña existía un fuerte apoyo popular a la revuelta, en Andalucía no. De hecho ni siquiera se intentó conseguirlo, a pesar de que el malestar que había en amplias capas de la población era un perfecto caldo de cultivo. Alguna fuente señala que Sevilla, Jerez y Sanlúcar estaban dispuestas a levantarse, pero los presuntos apoyos procederían fundamentalmente del exterior y la iniciativa del resto de la nobleza de Andalucía era insuficiente. 
Por su parte, Luisa Isabel Álvarez de Toledo, XXI duquesa de Medina Sidonia, da una versión completamente distinta: la conspiración de Andalucía no existió nunca y todo fue un montaje del conde-duque de Olivares provocado por la envidia que le tenía al duque de Medina Sidonia, por el hecho de ser miembro de la Casa de Olivares, una rama menor de la Casa de Medina Sidonia y que si nunca se atacó a Portugal no fue por pacto sino por la debilidad del ejército español en la frontera de Huelva, ya que dice que solo llegó a 3000 hombres en alguna ocasión.